# Karim Ansarifard
Karim Ansarifard ; (en persan : کریم انصاری‌فرد), né le 3 avril 1990 à Ardabil, est un footballeur international iranien qui joue au poste d'avant-centre à l'Aris Salonique. Son style de jeu et ses capacités lui ont valu d'être comparé à Ali Daei (le meilleur buteur du football international masculin qui fut son entraîneur au Saipa Karaj), à tel point qu'il est parfois considéré comme son successeur.  
World Soccer a classé Ansarifard parmi les meilleurs jeunes talents du monde aux côtés de Chicharito et Jack Wilshere. En janvier 2012, la FIFA l'a qualifié de joueur à surveiller en 2012. Selon le site internet Goal, il était, en 2011, l'un des 100 meilleurs joueurs de moins de 21 ans au monde. Enfin, d'après la FIFA, il était le 48e meilleur buteur au monde en 2012 et le 2e en ce qui concerne la seule Confédération asiatique. 
International iranien depuis ses 19 ans, il participe à la Coupe d'Asie des nations en 2011, 2015 et 2019 ainsi qu'à la Coupe du monde en 2014 et 2018. Auteur d'un penalty contre le Portugal, il est l'unique buteur iranien de cette dernière édition.

## Biographie

### En club
Karim est natif de la ville d´Ardabil (Azerbaïdjan Oriental). D’origine azéri, il fait partie des Azéris d’Iran. 
Avec le club du Saipa Karaj, il se relève un buteur prolifique, inscrivant 19 buts dans le championnat d'Iran en 2010-2011, puis 20 buts en 2011-2012.
Il termine à deux reprises meilleur buteur de la Persian Gulf Pro League, en 2012 et 2014.
Avec le club de Paniónios, il inscrit huit buts dans le championnat de Grèce en 2015-2016. Il marque un doublé lors de la réception du PAS Giannina en novembre 2015.
Avec le club de l'Olympiakos, il joue, lors de la saison 2016-2017, quatre matchs lors de la phase finale de la Ligue Europa. Il se met en évidence en inscrivant un doublé en seizièmes de finale, contre l'équipe d'Osmanlıspor. Lors de la saison suivante, il marque 17 buts dans le championnat de Grèce. Cette saison-là, il est l'auteur de quatre doublés : tout d'abord sur la pelouse de son ancien club, Paniónios, puis lors de la réception de l'Apollon Smyrnis, du Skoda Xanthi, et enfin du Panetolikós.
Le 3 novembre 2018, libre de tout contrat depuis son départ de l'Olympiakos, il s'engage pour deux saisons plus une en option avec Nottingham Forest,. Il fait ses débuts avec le club le jour même en tant que remplaçant lors d'une victoire un but à zéro contre Sheffield United,.
Le 12 juillet 2019, il rejoint le club qatarien d'Al-Sailiya.

### En équipe nationale
Il reçoit première sélection en équipe d'Iran le 5 juillet 2009, en amical contre le Botswana (score : 1-1). Il inscrit son premier but en équipe nationale le 10 novembre 2009, lors de sa deuxième sélection, contre l'Islande (victoire 1-0).
Lors de la Coupe d'Asie 2011, il s'illustre en inscrivant un but contre la Corée du Nord. L'Iran s'incline en quart de finale contre la Corée du Sud, après prolongation.
En juin 2014, il participe à la phase finale de la Coupe du monde, organisée au Brésil. Lors de ce mondial, il ne joue qu'une seule rencontre, contre la Bosnie-Herzégovine (défaite 3-1).
En janvier 2015, il participe pour la seconde fois à la Coupe d'Asie des nations. Toutefois, il doit se contenter du banc des remplaçants.
Le 7 juin 2016, il inscrit son premier doublé en sélection, lors d'un match amical contre le Kirghizstan. Les Iraniens s'imposent sur le large score de 6-0. Le 10 novembre de la même année, il est l'auteur d'un second doublé, lors d'une rencontre amicale face à la Papouasie-Nouvelle-Guinée. Les Iraniens s'imposent très largement sur le score de 1-8. Par la suite, le 5 octobre 2017, il marque un troisième doublé, contre le Togo (victoire 2-0 en amical).
En juin 2018, il participe une nouvelle fois à une phase finale de Coupe du monde. Lors du mondial organisé en Russie, il est titularisé à deux reprises, et prend part à trois matchs. Il se met en évidence en inscrivant un but sur penalty en toute fin de match contre le Portugal, permettant ainsi à son équipe d'arracher le nul.
En janvier 2019, il participe pour la troisième fois à la Coupe d'Asie des nations. Il s'illustre en inscrivant un but lors du dernier match de poule contre la Chine, permettant à son équipe de l'emporter sur le large score de 0-3. L'Iran s'incline en demi-finale contre le Japon.
Le 13 novembre 2022, il est sélectionné par Carlos Queiroz pour participer à la Coupe du monde 2022.

## Palmarès

### En club
| Tractor Sazi - Coupe d'Iran - Vainqueur en 2014 |  | Olympiakos - Championnat de Grèce - Champion en 2017 |

### Distinctions personnelles
- Meilleur buteur du championnat d'Iran en 2012 (21 buts) et 2014 (14 buts)
- 7e meilleur buteur de l'histoire du championnat d'Iran (77 buts)
- Membre de l'équipe type de l'année du championnat d'Iran en 2012 et 2014

## Vie privée
Ansarifard est le dernier enfant d'une famille azerbaïdjanaise d'Iran. Il a trois grands frères et trois grandes sœurs.  
Il a étudié l'éducation physique à la branche centrale de Téhéran (en) de l'université islamique Azad. 